# Mont Barifreddo
Le mont Barifreddo est une montagne qui s'élève à 3 028 ou 3 030 m d'altitude dans les Alpes cottiennes dans l'Ouest du Piémont en Italie.